# Грановница
Грановница (словац. Hranovnica) — село и одноимённая община в районе Попрад Прешовского края Словакии. В письменных источниках начинает упоминаться с 1294 года.

## География
Село расположено в западной части края, на берегах ручья Вернарский поток, вблизи места впадения его в реку Горнад, при автодороге 66. Абсолютная высота — 609 метров над уровнем моря. Площадь муниципалитета составляет 32,65 км².

## Население
По данным последней официальной переписи 2021 года, численность населения Грановницы составляла 3167 человек.
Динамика численности населения общины по годам:
| Год:                | 1994 | 2004     | 2014     | 2024    |
| ------------------- | ---- | -------- | -------- | ------- |
| Количество человек: | 2201 | 2570     | 2998     | 3248    |
| Разница:            |      | +16,76 % | +16,65 % | +8,33 % |

Национальный состав населения (по данным переписи населения 2011 года):
| Национальность | Численность, человек |
| -------------- | -------------------- |
| словаки        | 2119                 |
| цыгане         | 634                  |
| чехи           | 4                    |
| венгры         | 2                    |
| поляки         | 2                    |
| русины         | 1                    |
| другие         | 2                    |
| не указана     | 102                  |
| всего          | 2866                 |

По данным переписи 2021 года, в конфессиональном составе населения преобладали католики (73,7 %), евангельские христиане (4,1 %) и греко-католики (0,9 %). 14,5 % населения деревни составляли атеисты.